# カルロス・デ・アウストリア (1607-1632)
カルロス・デ・アウストリア（Carlos de Austria y Austria, 1607年9月14日 - 1632年7月30日）は、スペインの王族、スペイン王子（Infante de España）。スペイン王フェリペ3世とその妻でオーストリア大公カール2世の娘であるマルガレーテの間の第5子、次男。フェリペ4世、フランス王妃アンヌ、神聖ローマ皇后マリア・アンナの弟、枢機卿フェルナンドの兄である。

## 生涯
当時の王族としては例外的に芸術家・画家としての専門的な訓練を受けた。またスペイン王室の成員としては珍しく浅黒い肌の持ち主であり、王族の中ではスペインの臣民に最も愛された。フェリペ4世が寵愛する宰相オリバーレス伯公爵の政治改革に反発し、宰相に対するいくつかの陰謀にも参加した。1621年以降はスペイン王位継承権者の首位にあったが、王位継承者としての称号は帯びなかった。1629年、フェリペ4世に長男バルタサール・カルロスが生まれると、王位に就く可能性が消えたために勢力が弱まった。
1632年にチフスに罹り、24歳で死去した。遺骸はエル・エスコリアル修道院の王子廟（Panteón de Infantes）に葬られた。スペイン国民の多くが、カルロスはオリバーレスに毒殺されたと信じ込んだ。